# Ministerio del Poder Popular para la Defensa
Ministerio del Poder Popular para la Defensa (MPPD) es el máximo órgano administrativo de la Fuerza Armada Nacional Bolivariana en la República Bolivariana de Venezuela, cuya función es coordinar, administrar y dirigir todo lo referente a la defensa militar de esa Nación. Además tiene la obligación de trabajar en conjunto y a través de la Fuerza Armada Nacional Bolivariana en el proceso de consolidación de la seguridad y defensa integral de la Nación y el resguardo de todo el territorio del Estado venezolano.

## Historia
Tiene su origen en el Despacho de Guerra y Marina creado el 25 de abril de 1810 por la Junta Suprema de Caracas y su primer secretario fue el Capitán de Fragata Lino de Clemente. Por decreto del 29 de julio de 1863 del presidente y mariscal Juan Crisóstomo Falcón se erige como Ministerio de Marina hasta el 1 de julio de 1874, cuando pasa a denominarse Ministerio de Guerra y Marina por decreto del Congreso de los Estados Unidos de Venezuela. En 1946 por decreto de la Junta Revolucionaria de Gobierno se transforma en Ministerio de la Defensa Nacional y en 1951 pasa a denominarse Ministerio de la Defensa, nombre que conservaría hasta el 8 de enero de 2007 cuando es erigido por decreto del presidente Hugo Chávez a su nombre actual: Ministerio del Poder Popular para la Defensa.

## Consejos nacionales
Según la Constitución de la República Bolivariana de Venezuela el Ministerio del Poder Popular para la Defensa es miembro permanente de:
- Consejo Federal de Gobierno
- Consejo de Ministros
- Consejo de Defensa de la Nación

## Organización del Ministerio del Poder Popular para la Defensa
Está integrado por el Despacho del Ministro, la Inspectoría General de la FANB y tres Viceministerios, estos a su vez se dividen en varias Direcciones, Secretarías y Unidades que se describe a continuación:
- Despacho del Ministro de la Defensa: el Despacho del Ministro de la Defensa es el nivel superior de dirección del MPPD, el cual está conformado de la siguiente manera:[7]

-Dirección General del Despacho.
-Oficina Estratégica de Seguimiento y Evaluación de Políticas Públicas.
-Consultoría Jurídica.
-Oficina de Atención Ciudadana.
-Oficina de Gestión Administrativa.
-Oficina de Gestión Comunicacional.
-Oficina de Gestión Humana.
-Oficina de Planificación y Presupuesto.
-Oficina de Tecnologías de la Información y la Comunicación.
-Oficina de Integración y Asuntos Internacionales.
-Cuartel General.
- Inspectoría General de la Fuerza Armada Nacional Bolivariana (INGEFANB): es el órgano militar encargado de la ejecución de la inspección, supervisión y control de las distintas actividades del sector defensa de la Nación venezolana.[9]

- Viceministerio para Planificación y Desarrollo de la Defensa: es el viceministerio del MPPD encargado de planificar, organizar, dirigir, coordinar y evaluar las políticas, estrategias, planes, programas, proyectos y sistemas orientados al desarrollo económico e industrial militar, para el fortalecimiento, crecimiento, sustentabilidad y sostenibilidad del Sector Defensa. Está integrado por las siguientes direcciones:[10]

-Dirección General de Industria Militar.
-Dirección General de Evaluación y Seguimiento Estratégico.
-Dirección General de Planificación para el Desarrollo.
-Dirección General de Desarrollo Económico Militar.
- Viceministerio de los Servicios: Está integrado por las siguientes direcciones:[11]

-Dirección General de Empresas y Servicios.
-Dirección General de Armas y Explosivos.
-Secretaría Permanente de Registro y Alistamiento para la Defensa Integral de la Nación.
- Viceministerio de Educación para la Defensa: es el viceministerio del MPPD encargado dirigir y ejecutar la rectoría del Sistema Educativo Militar; así como planificar, formular, actualizar, controlar y evaluar políticas, estrategias, planes de estudio y proyectos dirigidos a garantizar una educación de calidad, para asegurar el cumplimiento de la defensa militar. Está integrado por las siguientes direcciones:[12]

-Dirección General de Políticas y Programación Educativa.
-Dirección General de Desarrollo Educativo Integral.
-Dirección General de Investigación y Desarrollo.

## Ministro del Poder Popular para la Defensa de Venezuela
El Ministerio del Poder Popular para la Defensa es dirigido por el ministro de la Defensa, el cual es designado por el presidente de la república, y cuyos únicos requisitos para ejercer el cargo es ser venezolano y mayor de veinticinco años. Actualmente el cargo es ocupado por el General en Jefe Vladimir Padrino López.
| Ministros del Poder Popular para la Defensa de Venezuela desde 2006 |                                 |        |             |                |
| N.º                                                                 | Ministro                        | Inicio | Final       | Presidente     |
| 1                                                                   | G/J (Ej) Raúl Baduel            | 2006   | 2007        | Hugo Chávez    |
| 2                                                                   | G/J (Ej) Gustavo Rangel Briceño | 2007   | 2009        | Hugo Chávez    |
| 3                                                                   | G/J (Ej) Ramón Carrizales       | 2009   | 2010        | Hugo Chávez    |
| 4                                                                   | G/J (Ej) Carlos Mata Figueroa   | 2010   | 2012        | Hugo Chávez    |
| 5                                                                   | G/J (Ej) Henry Rangel Silva     | 2012   | 2012        | Hugo Chávez    |
| 6                                                                   | A/J Diego Molero                | 2012   | 2013        | Hugo Chávez    |
| 7                                                                   | A/J Diego Molero                | 2013   | 2013        | Nicolás Maduro |
| 8                                                                   | A/J Carmen Meléndez             | 2013   | 2014        | Nicolás Maduro |
| 9                                                                   | G/J Vladimir Padrino López      | 2014   | 2019        | Nicolás Maduro |
| 10                                                                  | G/J Vladimir Padrino López      | 2019   | 2025        | Nicolás Maduro |
| 11                                                                  | G/J Vladimir Padrino López      | 2025   | en el cargo | Nicolás Maduro |